# Dorohedoro
Dorohedoro (ドロヘドロ) és una sèrie de manga japonesa escrita i il·lustrada per Q Hayashida. Explica la història de Caiman,un home amb cap de reptil amnèsic, treballant juntament amb la seva amiga Nikaido per recuperar les seves memòries i sobreviure en un món estrany i violent. El manga va ser serialitzat per primera vegada a la revista seinen de Shogakukan Monthly Ikki des de novembre de 2000 fins a setembre de 2014, quan la revista va deixar de publicar-se. Aleshores va ser serialitzat a Hibana des de març de 2015 fins a agost de 2017, quan Hibana va deixar de publicar-se també. Dorohedoro va ser transferit a Monthly Shōnen Sunday el novembre de 2017 i va acabar el setembre de 2018. Shogakukan va recollir els seus capítols en 23 volums Tankōbon.
A Amèrica del Nord, la sèrie ha estat llicenciada per al llançament en anglès per VIZ Media el 2009, que va començar a distribuir el manga digitalment quan va llançar SigIKKI, la versió en anglès actualment desapareguda de la revista Ikki. Els 23 volums es van publicar de març de 2010 a setembre de 2019.
A Espanya, el manga ha estat publicat per ECC Ediciones, també en 23 volums.
Una adaptació de la sèrie d'anime de 12 episodis produïda per MAPPA va ser retransmesa al Japó a Tokyo MX des de gener a març de 2020. Va ser seguit per un llançament de streaming mundial a Netflix el maig de 2020.

## Sinopsi

### Enquadrament
La sèrie és posada en un futur post-apocalíptic, tenint lloc a través de tres reialmes diferents: Hole, una ciutat en expansió, similar a una favela, habitada per humans, fortament contaminada de la màgia dels mags; el Món dels Mags, una terra vibrant habitada per usuaris màgics i controlat pel mag cap de família En; i l'Infern, un inframon tortuós ocupat per tots els bruixots morts i governat per dimonis, presidit pel dimoni cap Chidaruma.
Malgrat que semblen similars, els éssers humans i mags són dues espècies diferents, l'anterior evolucionant naturalment mentre l'últim és originat d'un primordial diable anomenat Chidaruma. Els mags han especialitzat un sistema circulatori que els permet produir "fum", la font del seu únic poder màgic. La majoria de mags tenen poders més dèbils mentre altres poden utilitzar màgia més poderosa com ressuscitar els morts o controlar el temps; aquests poders són increïblement estranys i altament premiats. La quantitat de fum que un mag és capaç de produir determina l'efectivitat de les seves habilitats màgiques. Molts mags treballen per millorar la seva sortida de fum a través de cirurgia, o més generalment, l'ús il·lícit de pólvora negra, un fàrmac que produeix més fum i és distribuït per delinqüents. El fum també pot ser comprat i venut amb el sistema d'empeny màgic, aquesta retenint els mateixos efectes que quan va ser llençada.
Tant el regne màgic com Hole manquen aclaparadorament de la llei. Històricament, Hole va ser dirigit per violents vigilants de la comunitat que torturaven i mataven a sospitosos de mags i les seves famílies, encara que des de llavors s'han dissolt; el resultat és que els habitants de Hole són en gran part impotents per impedir que els mags experimentin i els matin, fins al punt que els hospitals especialitzats han de ser executats per salvar a les víctimes humanes d'atacs màgics. A més, el regne màgic va ser dirigit prèviament per traficants que drenaven als mags de màgia per a la revenda abans de derrocar els seus cossos; En és una de les poques víctimes supervivents d'això, en última instància destrossant l'imperi per establir-se com un cap de la màfia governant del món màgic.
Els regnes estan estructurats no gaire diferent d'un sistema de castes: els dimonis són de més rang, profundament respectats i venerats pels mags i segueixen la licitació de Chidaruma; dins dels mags hi ha un sistema jeràrquic en el qual els potents usuaris de màgia viuen en luxes venent les seves habilitats, mentre que els mags que són més febles, no qualificats, o tenen una màgia menys desitjable poden viure en una pobresa abjecta dins del seu món; i els més baixos són els éssers humans, obligats a viure en els barris baixos de Hole envoltats de forta contaminació i pluja àcida màgica causada pels mags. En resposta als abusos que suporten, una sèrie de mags febles i humans s'uneixen a una banda predominant anomenada The Cross-Eyes, els seus membres identificables per tatuatges de creu vermella a les seves parpelles, que treballen per proporcionar als pobles més febles pols negra il·legal i per oposar-se a la família d'En.

### Premissa
Un home anomenat Caiman està buscant la seva identitat real després que una transformació d'un mag el va deixar amb el cap d'un rèptil i sense memòria de la seva vida anterior. Juntament amb la seva amiga Nikaido, ataca violentament als mags d'Hole, amb l'objectiu de prendre el cap a la boca, on apareix una cara estranya de la gola i jutja si el mag que ha mossegat era el responsable de la seva transformació o no. D'alguna manera, Caiman és immune als efectes màgics i, com a resultat, és extremadament perillós per als mags, especialment donada la seva gran grandària i el seu domini amb els ganivets.
Les notícies d'un home amb cap de llangardaix que mata mags i immune a la màgia atreu l'atenció d'En, un mag poderós i cap d'un sindicat conegut com "La família En", que envia als seus netejadors Shin i Noi a matar Caiman. El mateix En està tractant d'eliminar una banda de mags de baix nivell coneguda com el Cross-Eyes, després d'una trobada amb el seu cap llegendari on gairebé li va costar la vida fa anys. Shin i Noi s'uneixen regularment amb mags de baix rang nomenats Fujita, que busca venjança perquè Caiman va assassinar al seu company, i Ebisu, que ha perdut la seva memòria després d'haver perdut accidentalment la seva cara.
Com que els residents d'Hole, la família En i la banda de Cross-Eyes, juntament amb molts altres, xoquen entre ells, el misteri de la identitat de Caiman comença a desplomar-se, regnant antigues ranures i amenaçant amb canviar per sempre el mons de Hole i dels mags.

## Mitjans de comunicació

### Manga
Dorohedoro està escrit i il·lustrat per Q Hayashida. La sèrie va començar en el primer número de la història de Shogakukan Spirits Zkankan Ikki (amb el nom de Monthly Ikki el 2003), llançat el 30 de novembre de 2000. Monthly Ikki va deixar de publicar el 25 de setembre de 2014, i la sèrie va ser transferida a la revista Monthly Ikki, que va substituir Hibana, començant la publicació del 6 de març de 2015. Hibana va deixar de publicar després de dos anys, el 7 d'agost de 2017, i Dorohedoro va ser transferit a la revista de Shogakukan Monthly Shōnen Sunday el 10 de novembre de 2017. El manga va acabar, després de 18 anys de publicació, el 12 de setembre de 2018, amb el seu 167è capítol. Shogakukan ha compilat els capítols en vint-i-tres volums tankōbon, publicats del 30 de gener de 2002 al 12 de novembre de 2018. Un capítol especial de 14 pàgines es va publicar 17 mesos després del final de la sèrie en el número de març del Monthly Shōnen Sunday el 12 de febrer de 2020.
Dins Amèrica del Nord, Viz Media van començar distribuir el manga digitalment el 2009 quan va llançar el seu lloc SigIKKI, l'antiga versió en anglès en línia de Monthly Ikki. Els vint-i-tres volums de Dorohedoro van ser publicats en format imprès del 16 de març de 2010 al 17 de setembre de 2019. Va ser traduït per l'empresa de localització AltJapan Co., Ltd., qui ha continuat traduint tots els alliberaments subsegüents.

### Anime
Una adaptació de la sèrie d'anime de Dorohedoro va ser anunciada en el número de desembre de 2018 de la revista Shogakukan's Monthly Shōnen Sunday, llançada el 12 de novembre de 2018. La sèrie és produïda per MAPPA i dirigida per Yuichiro Hayashi, amb composició de sèries per Hiroshi Seko, dissenys de personatges de Tomohiro Kishi, i música composta per R.O.N de (K)NoW.NAME. Es va emetre per 12 episodis del 12 de gener al 29 de març de 2020 a Tokyo MX. Una animació de vídeo original de sis episodis (OVA) es va incloure amb el segon llançament Blu-ray de la sèrie el 17 de juny de 2020.
Dorohedoro va ser alliberat fora del Japó a Netflix el 28 de maig de 2020. Els sis episodis de l'OVA també es van posar a disposició a Netflix el 15 d'octubre de 2020 com un llarg episodi singular, etiquetat com a episodi 13.

## Animació
Dorohedoro ha estat la primera animació amb personatges 3DCG dins de la companyia MAPPA. L'equip de producció va tenir com a director a Yuichiro Hayashi, de la composició es va encarregar Hiroshi Seko i Shinji Kimura dels escenaris i fons. El que va pensar que seria rellevant per a l'obra fer-la amb 3DCG va ser Yusuke Tannawa, el dissenyador de pantalla i part de la producció creativa. El director de 3DCG va ser Ikuki Nomoto. Per a dur a terme aquest nou tipus de projecte, van unir forces amb empreses col·laboradores.
Dorohedoro és un híbrid que no és ni 3DCG complet ni dibuix complet. Per a barrejar aquests diferents estils, es va decidir binaritzar totes les dades i manejar-los sense antialiàsing. Es va utilitzar el programa 3ds Max per a generar dades de dibuix de línies, textures, colors, ombres, reflexos i diversos materials. La seva meta era que la textura pogués encaixar en aquest format híbrid. També es va usar per al modelatge dels personatges.
Amb Substance Painter, Tomohiro Kishi, el dissenyador dels personatges, podia fer correccions a la imatge de prova, dibuixada i renderitzada feta també amb Substance Painter, i després retroalimentar-la a 3DCG. Amb això, la tasca d'introduir textures i fer que el personatge tingués diferents tipus de vestuari, la va fer més fàcil i eficient.
En treballar amb altres empreses, va sorgir el problema de la sincronització dels llavis, i per a això es va formular el “Mouth Pakuru” i es va crear un model com "Character Animation Director Setting Collection", amb l'objectiu d'estabilitzar la qualitat de l'animació.
En el procés final, es preparen les dades del número de sèrie del material CG al mateix temps que s'obtenen altres recopilats d'After Effects; llavors aquests s'unifiquen perquè cada escena es pugui realitzar amb el mètode adequat. Abans d'enviar les dades, hi ha una selecció que es realitza amb una prefilmació com a verificació del material.

## Crítica
Els divulgadors Estrada i Bernabé van incloure Dorohedoro a la seva selecció de mangues del llibre 501 mangas que leer en español. Segons els autors, Dorohedoro és «un manga original i molt salvatge, amb escenes de violència molt gràfica, però amb un dibuix també molt especial que constitueix un món amb personalitat pròpia». Afegeixen que el manga «pot recordar a alguns grans èxits dels anys 1990, però aportant un gir copernicà interessant».